# Humedal de Bhoj
El humedal de Bhoj consta de dos lagos ubicados en la ciudad de Bhopal, la capital del estado central indio de Madhya Pradesh. Los dos lagos son los llamados Lago Superior, de 31 km², conocido propiamente como Bhojtal, y Lago Inferior, de 1,29 km². Ambos se encuentran al oeste de la zona central de la ciudad. El superior drena una cuenca de 361 km², y el inferior, de 9,6 km² La cuenca del Bhojtal es principalmente rural, con algunas áreas urbanizadas alrededor de su extremo este. El lago inferior está muy urbanizado y también recibe filtraciones subterráneas del Bhojtal.
El lago Bhojtal fue creado por Paramara Raja Bhoja (1005-1055), gobernante de Malwa. Creó la ciudad de Bhopal para asegurar la frontera oriental de su reino. El lago se creó mediante la construcción de una presa de tierra sobre el río Kolans, que era antes un afluente del río Halali. Actualmente, ambos son afluentes del río Betwa. Con la creación del Bhojtal y un canal de desvío, el tramo superior del río Kolans y el Bhojtal desembocan ahora en el río Kaliasot. La presa de Bhadbhada se construyó en 1965 en la esquina sureste del Bhojtal y controla la salida al río Kaliasot.
El Lago Inferior fue creado en 1794 por Nawab Chhote Khan, ministro de Nawab Hayath Mohammad Khan, para embellecer la ciudad, principalmente a partir del fugas del lago superior. También está contenido detrás de una presa de tierra y desemboca en el río Halali a través del tramo inferior del río Kolans, actualmente conocido como Patra Drain. Está rodeado por la ciudad de Bhopal.

## Sitio Ramsar
Ambos lagos han sido designados humedal de importancia internacional bajo la Convención internacional de Ramsar desde agosto de 2002. Los lagos son muy ricos en biodiversidad, particularmente para macrófitos, fitoplancton, zooplancton, especies de peces tanto naturales como cultivadas, tanto residentes como aves migratorias, insectos, reptiles y anfibios. Desde la implementación de un plan de gestión iniciado en 1995 con el apoyo financiero del gobierno de Japón, han sido avistadas una serie de especies de aves que rara vez o nunca antes habían sido vistos en la región. WWF-India ha sido de
gran ayuda en la preparación de la designación del sitio.